# 도표척도법
도표척도법(圖表尺度法, Graphic Rating Scales)은 특정 인물에 대해 평가하는 방법 중 하나이다. 평가자가 피평가자를 측정하기 위한 특성항목에 적당한 점수를 부여해서 평가하고 평가된 점수를 선으로 이으면 그 사람의 전체 특성을 시각적으로 파악할 수 있다. 예를 들어 도표척도법으로 종업원 특성을 정기적으로 측정하면 시간이 지남에 따라 그 사람의 특성변화를 알 수 있다.
도표척도법에서 측정하고자 하는 특성항목은 조직의 평가목적에 따라 달라질 수 있다. 예컨대 승진에 관한 것이라면 리더십에 측정요소의 가중치를 높일 수 있다. 반면 직무태도에 관한 것이라면 관련된 항목의 수를 늘리거나 가중치를 높일 수 있다. 도표척도법은 조직에서 평가하고자 하는 개인특성을 다양하게 사용할 수 있고, 평가시기에 따라 평가자의 개인특성 변화를 시계열적으로 분석할 수 있다는 장점이 있다. 그러나 사람이 평가함에 따른 주관적 판단을 배제할 수 없다는 단점이 있다.